# Christoph Palm
Christoph Martin Palm (* 1. September 1966 in Waiblingen) ist ein deutscher Politiker der CDU. Er war von 2000 bis 2016 Oberbürgermeister der Stadt Fellbach und von 2006 bis 2011 Mitglied des Landtags von Baden-Württemberg.

## Leben
Er ist der Sohn von Guntram Palm, ehemaliger Minister in Baden-Württemberg und ebenfalls Oberbürgermeister von Fellbach. Er studierte in Tübingen von 1987 bis 1988 Medizin und von 1988 bis 1996 Jura. Während seines Studiums wurde er Mitglied der Studentenverbindung AV Igel.
Ab 2000 war Palm Oberbürgermeister von Fellbach und von 2006 bis 2011 Mitglied des Landtags von Baden-Württemberg für die CDU. Im Jahr 2008 wurde er mit 71,2 Prozent der Stimmen als Oberbürgermeister wiedergewählt. Er war Vorsitzender des Landtags-Sonderausschusses „Konsequenzen aus dem Amoklauf in Winnenden und Wendlingen – Jugendgefährdung und Jugendgewalt“.
Aufgrund der ab 2011 beschlossenen Umwandlung des baden-württembergischen Landtags in ein Vollzeitparlament und der ab 2016 geltenden Unvereinbarkeit von Amt und Mandat kandidierte Palm bei der Landtagswahl 2011 nicht mehr.
Palm ist seit 2010 stellvertretender Vorsitzender der CDU Rems-Murr.
Am 2. März 2016 gab Palm bekannt, dass er für eine dritte Amtszeit als Fellbacher Oberbürgermeister nicht mehr zur Verfügung steht. Seine Amtszeit endete am 1. November 2016. Seine Nachfolgerin wurde Gabriele Zull.
Palm ist seit 2017 Geschäftsführer der Josef Wund Stiftung.